# 南あわじ市立沼島中学校
南あわじ市立沼島中学校（みなみあわじしりつ ぬしま ちゅうがっこう）は、兵庫県南あわじ市沼島にある公立中学校。
沼島唯一の中学校である。同一敷地内に南あわじ市立沼島小学校が併設されている小中一貫教育校である。

## 沿革
- 1947年（昭和22年）5月21日 沼島村立沼島中学校創立
- 1955年（昭和30年）4月29日 沼島村が合併により南淡町となったことに伴い南淡町立沼島中学校に改称
- 2005年（平成17年）1月11日 三原郡4町の合併に伴い南あわじ市立沼島中学校に改称
- 2020年（令和2年）4月1日 小規模特認校制度を導入[1][2]

## 通学区域
沼島全域。以下の小学校区に該当する。小規模特認校制度により所定の手続きを経れば市内全域から通学可能である。
- 南あわじ市立沼島小学校（同一敷地内）

## 部活動
- 柔道部[6]
  - 全日本少年柔道大会男子団体5位（2022年）
  - 第27回マルちゃん杯近畿少年柔道大会男子団体優勝(2022年）
  - 第28回マルちゃん杯近畿少年柔道大会男子団体3位(2023年)
  - 第29回マルちゃん杯近畿少年柔道大会男子団体準優勝（2024年）
  - マルちゃん杯全国少年柔道大会男子団体3年連続出場中（2022年〜　)
- 陸上競技部
- 文化部

## 学区が隣接している学校
- 南あわじ市立南淡中学校 （海を挟んで隣接。）